# Metrodora simplex
Metrodora simplex är en insektsart som först beskrevs av Morgan Hebard 1924.  Metrodora simplex ingår i släktet Metrodora och familjen torngräshoppor. Inga underarter finns listade i Catalogue of Life.